# Massimo Camisasca
Massimo Camisasca FSCB (ur. 3 listopada 1946 w Mediolanie) – włoski duchowny katolicki, biskup Reggio Emilia-Guastalla w latach 2012–2022.

## Życiorys
Święcenia kapłańskie otrzymał 4 listopada 1975. Przez kilka lat pracował w Bergamo. Związał się z ruchem Comunione e Liberazione i w latach 1978-1985 odpowiadał w Rzymie za sprawy zewnętrzne w tymze ruchu. W 1985 założył Bractwo Kapłańskie Misjonarzy Świętego Karola Boromeusza, którego był pierwszym przełożonym generalnym.
29 września 2012 papież Benedykt XVI mianował go ordynariuszem diecezji Reggio Emilia-Guastalla. Sakry biskupiej udzielił mu 7 grudnia 2012 arcybiskup metropolita Bolonii - kardynał Carlo Caffarra. Ingres odbył się 16 grudnia 2012. 10 stycznia 2022 papież przyjął jego rezygnację z pełnionego urzędu, złożoną ze względu na wiek.